# Bombardamento in cabrata

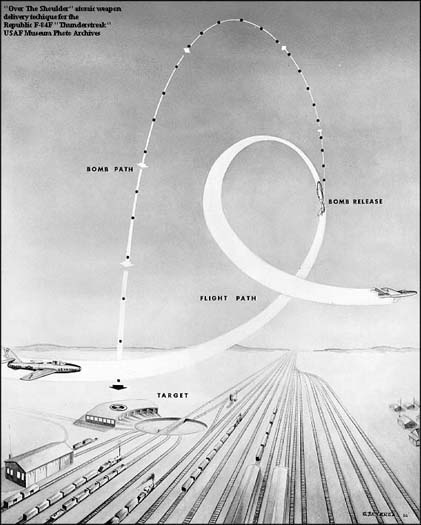
La versione più dinamica del bombardamento in cabrata, la cosiddetta over the shoulder - dietro le spalle, con la quale l'aereo che effettua lo sgancio si allontana al massimo della distanza, dall'ordigno, eseguendo una manovra acrobatica.

Per bombardamento in cabrata, in inglese toss bombing o loft bombing (colloquiale), si intende una tecnica di bombardamento in cui l'aereo si avvicina al bersaglio in volo orizzontale e poi cabra, le bombe vengono sganciate durante la cabrata in modo che seguano una traiettoria a parabola che le porta a salire rispetto alla quota di sgancio e cadere ad una distanza dal punto di sgancio superiore a quella possibile con uno sgancio in volo orizzontale dalla stessa quota.
Dopo lo sgancio l'aereo prosegue la cabrata ed inverte la rotta allontanandosi il più velocemente possibile.
Questa tecnica permette un avvicinamento a bassa quota limitando il rischio di avvistamento da parte del nemico.
Inoltre la maggiore distanza e quota dal bersaglio al momento dell'impatto riducono il rischio per l'aereo di essere danneggiato dall'esplosione.
Questa tecnica richiede l'uso di un sistema elettronico di puntamento e gestione dell'armamento per i calcoli di balistica necessari per centrare il bersaglio, che potrebbe anche non essere in vista dell'aereo al momento dello sgancio.
Una variante del bombardamento in cabrata è il bombardamento con traiettoria balistica (in inglese over-the-shoulder bombing) in cui l'aereo inizia un loop e quando ha già un'inclinazione superiore alla verticale sgancia la bomba, che viene quindi lanciata all'indietro rispetto alla direzione iniziale dell'aereo.
Successivamente l'aereo invece di completare il giro, cambia direzione e si allontana.
Con questa tecnica la parabola compiuta dalla bomba è ancora più ampia ed il punto d'impatto è ancora più lontano dal punto di sgancio rispetto al bombardamento in cabrata, è quindi particolarmente adatta per lo sgancio di bombe nucleari.